# Max Aschenborn
Max Aschenborn (* 7. April 1860 in Arnswalde; † 28. November 1919 in Berlin-Steglitz) war ab 1911 Direktor im Reichspostamt bzw. im Reichspostministerium.

## Leben
Max Aschenborn war der Sohn des späteren Direktors im Reichsschatzamt, dem Rechtsanwalt Julius Aschenborn (1837–1916).
Aschenborn besuchte Gymnasien in Frankfurt an der Oder und Wongrowitz. Sein Abitur legte er Ostern 1879 ab. Er studierte in Breslau, Leipzig und Greifswald. 1882 bestand er seine Referendarprüfung und war bis 1887 als Gerichtsreferendar am Amtsgericht in Stettin. 1887 legte er die große juristische Staatsprüfung ab. Mit der Ernennung zum Regierungsassessor wurde er 1890 in die allgemeine Staatsverwaltung übernommen. 1893 wurde er bei der Regierung in Minden (Westfalen) zum Regierungsrat ernannt und war zugleich Rechtsbeistand der dortigen Oberpostdirektion.
1897 wechselte er zur Reichs-Post- und Telegraphieverwaltung und hier ein Jahr später Oberpostrat und ständiger Hilfsarbeiter im Reichspostamt. 1899 wurde er Geheimer Postrat und Vortragender Rat, 1903 dann Geheimer Oberpostrat. Ab 1. Oktober 1911 war er mit der Wahrnehmung der Geschäfte eines Abteilungsdirigenten bei der III. Abteilung im Reichspostamtes beauftragt und wurde am 9. Dezember 1911 Direktor der III. Abteilung, wodurch er damit für das Rechnungs- und Postbankwesen, die Angelegenheiten der Bauverwaltung sowie die Wohnungsfürsorge verantwortlich war. Bis 1919 blieb er Direktor der III. Abteilung im Reichspostamtes bzw. später im Reichspostministerium und als Vortragender Rat für den internationalen Postscheckverkehr zuständig. Er war auch stellvertretender Bevollmächtigter zum Reichsrat.

## Werke
- Das Gesetz über das Postwesen des Deutschen Reiches vom 28. Oktober 1871. Julius Springer, 1908.
- Der Post-Überweisungs- und Scheckverkehr. Vortrag, gehalten auf Einladung der Ältesten der Kaufmannschaft von Berlin in der Aula der Handelshochschule am 3. Dezember 1908 vom Geheimen Ober-Postrat Max Aschenborn, Vortragender Rat im Reichs-Postamt, nebst einem Abdruck der Postscheckordnung mit Ausführungsbestimmungen und Formularen. J. Guttentag, Berlin 1909 (eingeschränkte Vorschau in der Google-Buchsuche [abgerufen am 16. Juni 2021]).